# 珍妮·琼斯
珍妮·琼斯（英語：Jenny Jones，1980年7月3日—），英国女子单板滑雪运动员。她曾代表英国参加2014年冬季奥林匹克运动会单板滑雪比赛，获得女子坡面障碍技巧铜牌。